# マーク・ボイル
マーク・ボイル(Mark Boyle、1979年5月8日 - )は、イギリス在住の自由経済運動の活動家である。

## 概要
アイルランド ドニゴール県出身。ゴールウェイ・メイヨー工科大学（Galway-Mayo Institute of Technology）で経済学と経営学を学び、有機野菜を販売する企業に就職。サラリーマンのころの営業成績は大変良く、高収入を得たが、一方で金銭を介在させる生活に疑問を感じるようになった。
2008年より、ブリストル近郊で金銭を介在させない生活を始める。徹底した自給自足の体制をとり、今まで短時間でできたことも長時間掛けてしなければならなくなった。このことが原因で恋人とも別れたという。しかし、1年経過し「暮らしは快適」と本人は語っており、「もう元の生活には戻りたくない」とも語るようになった。2010年には『アエラ』でも彼について紹介している。著書"The Moneyless Man: A Year of Freeconomic Living"は、世界10カ国語に翻訳され、14カ国で出版されている。

## 生活

### 食事
自ら野菜を育てており、普段はそれを食べている。また、日中売れ残った食材を譲ってもらうこともあるという。ベジタリアンなので、食肉と魚は食べない。

### 歯磨き
イカの甲をすりつぶしたものを歯磨き粉として使用している。

### 石鹸
ソープ・ナッツ（ムクロジの木の実を乾燥させたもの）を煮詰めて作っている。

### 住居
タダで譲り受けた、古いキャンピングカーを農場の一角に駐めている。屋根には太陽電池を取り付けている。

## 著書
- "The Moneyless Man: A Year of Freeconomic Living" 2010.
(邦題『ぼくはお金を使わずに生きることにした』吉田奈緒子訳　2011年　紀伊國屋書店刊) ISBN 978-4-314-01087-0
- "The Moneyless Manifesto"2012.（邦題『無銭経済宣言――お金を使わずに生きる方法』吉田奈緒子訳　2017年　紀伊國屋書店）ISBN 978-4314011501